# Bernardo Bellotto
Bernardo Bellotto, también llamado Canaletto el joven (Venecia, 30 de enero de 1721-Varsovia, 17 de octubre de 1780), fue un pintor y grabador vedutista italiano, sobrino y discípulo de Canaletto.

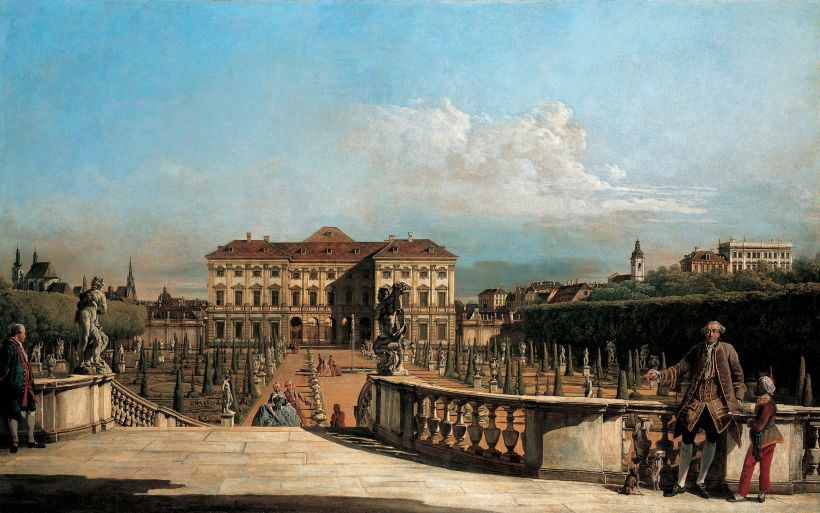
Vista del Palacio Garten de Viena, actual Museo Liechtenstein, pintada por Bellotto.

## Biografía
Bellotto comenzó su formación artística a los 15 años en el taller de su tío Giovanni Antonio Canal y no solo adoptó su especialidad, la pintura de vedute, sino también su estilo y hasta el nombre, Canaletto.
Como su tío, vivió en Venecia hasta 1742, fecha en que se trasladó a Roma y quizás también a la Toscana. Trabajó en diferentes lugares de Italia, en Lombardía y en Turín, antes de viajar a Inglaterra en 1746.
Un año después fue recibido en Dresde por el entonces Príncipe Elector Federico Augusto II, quien mostró un vivo interés por su obra. En Viena trabajó para María Teresa I y la aristocracia austriaca; pasando por Múnich, regresó en 1762 a Dresde, donde tras perder su puesto en la corte, trabajó como profesor de perspectiva en la Academia, fundada en 1764. Bellotto no se estableció definitivamente hasta 1768, año en que fue nombrado pintor de la corte de Estanislao II Poniatowski en Varsovia.

## Legado artístico

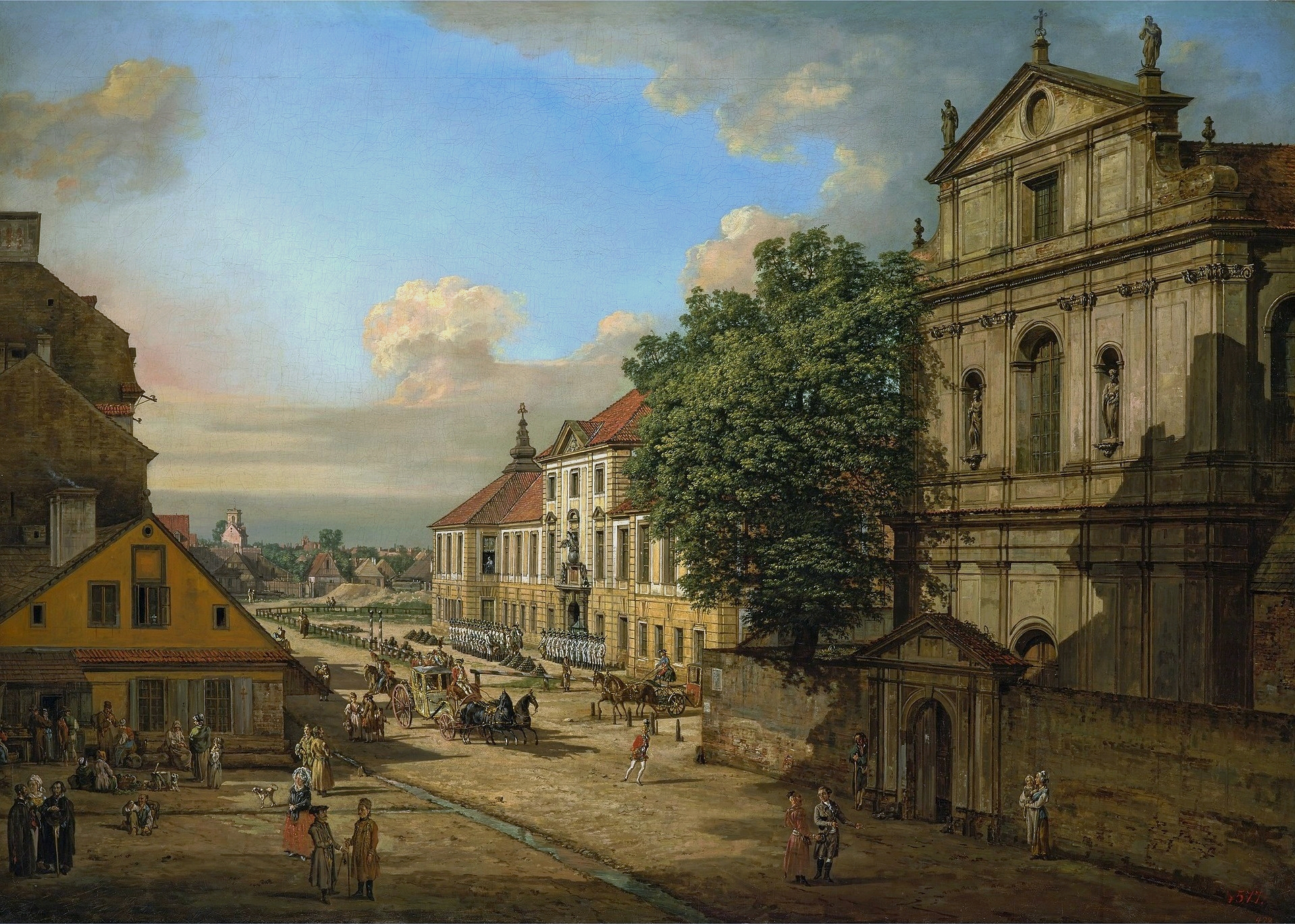
Vista de Varsovia, 1775.

La estrecha colaboración entre tío y sobrino hacen difícil la delimitación entre las obras de juventud de uno y las de madurez del otro. Las obras personales de Bellotto se diferencian de las de Canaletto por una coloración más fría, mayor predominancia del claroscuro y una precisión aún más exacta del realismo topográfico.
Sus obras principales, como las 14 vedute de Dresde y la vista de Varsovia, muestran una calidad semejante a las de su tío. Sus vistas de capitales europeas constituyen, por su precisión y fidelidad al original, una importante fuente histórica; tanto es así que se utilizaron para la reconstrucción de edificios históricos de Dresde y Varsovia que habían sufrido daños durante la II Guerra Mundial.
Sus ejemplos en España son muy escasos. El Museo de Bellas Artes de Bilbao posee un Capricho arquitectónico con un palacio considerado anónimo por largo tiempo y en el Museo Thyssen-Bornemisza en Madrid, Capricho con río y puente.

## Galería

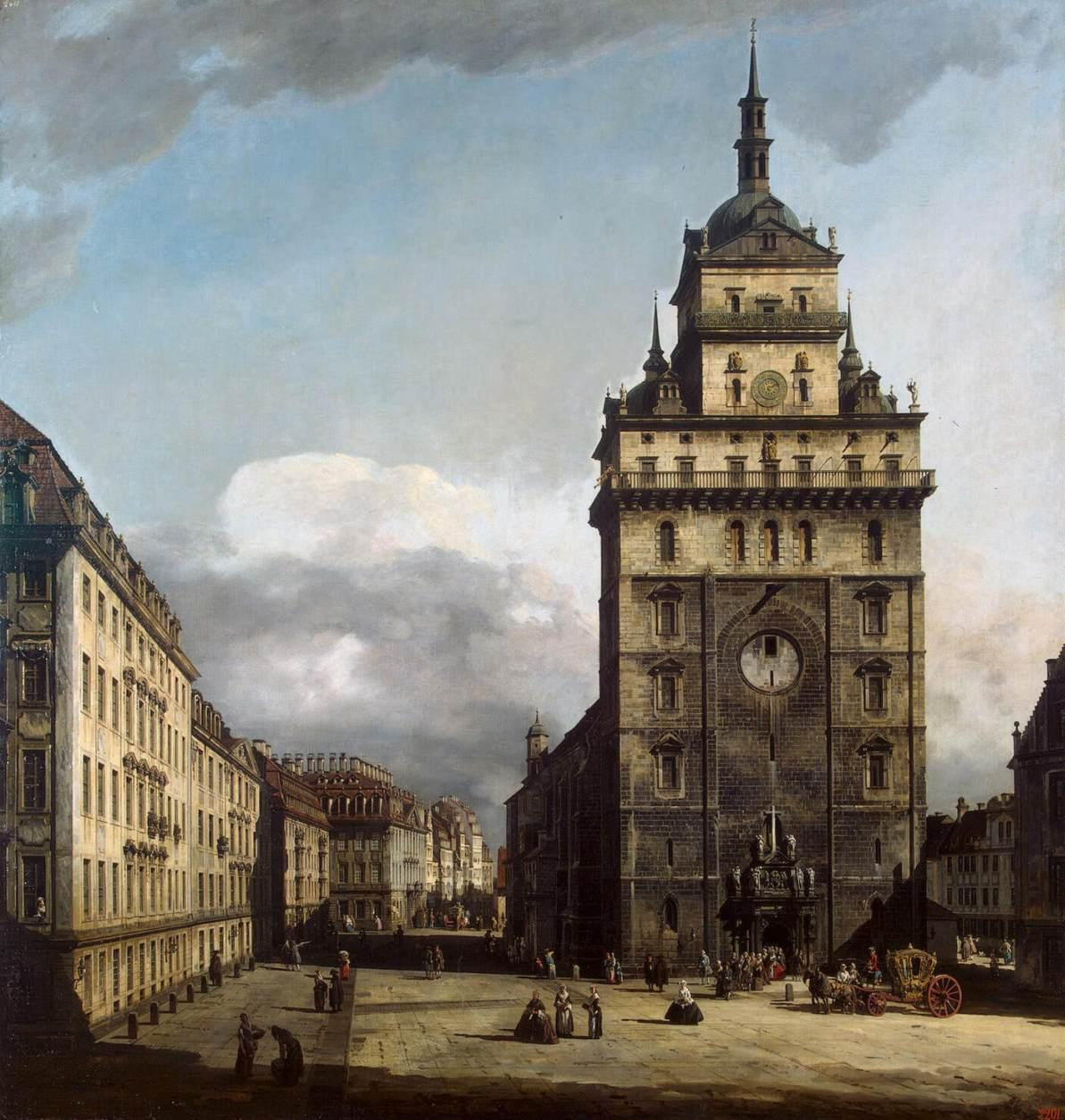
El Kreuzkirche en Dresde (1747 y 1756).
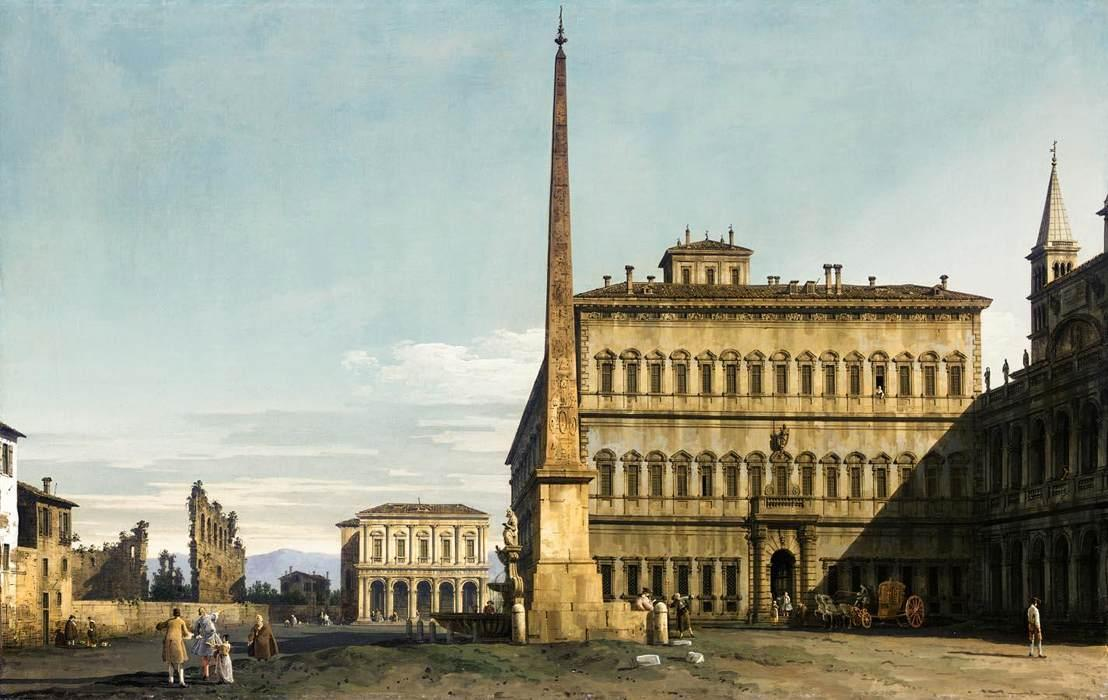
Roma: Piazza di San Giovanni in Laterano (1743 - 1744).
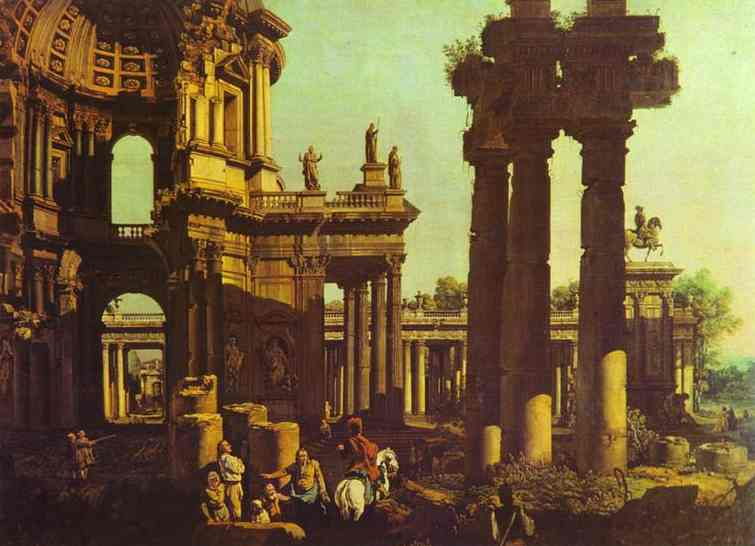
Las ruinas de un templo.
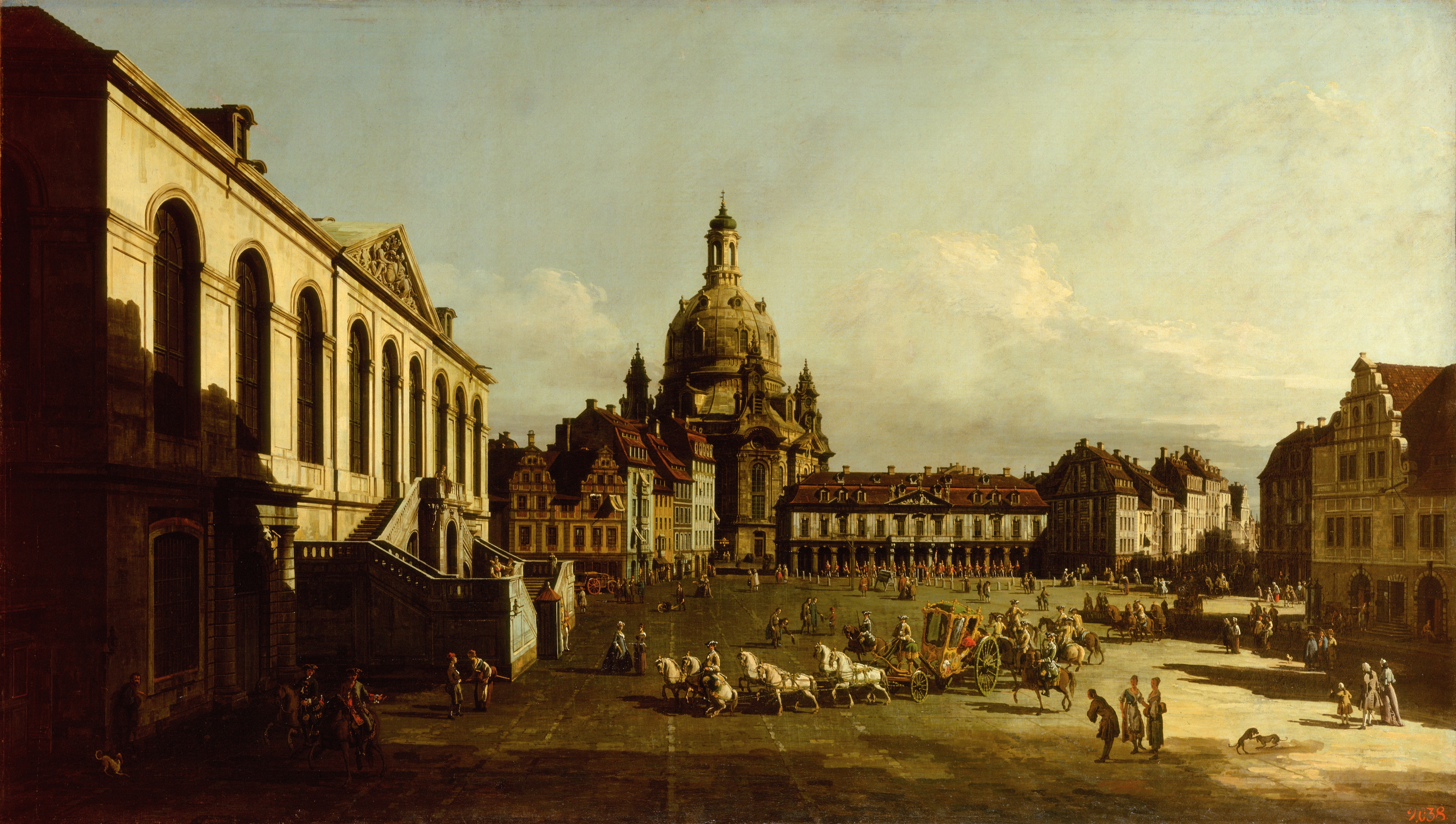
Neumarkt en Dresde (1747).
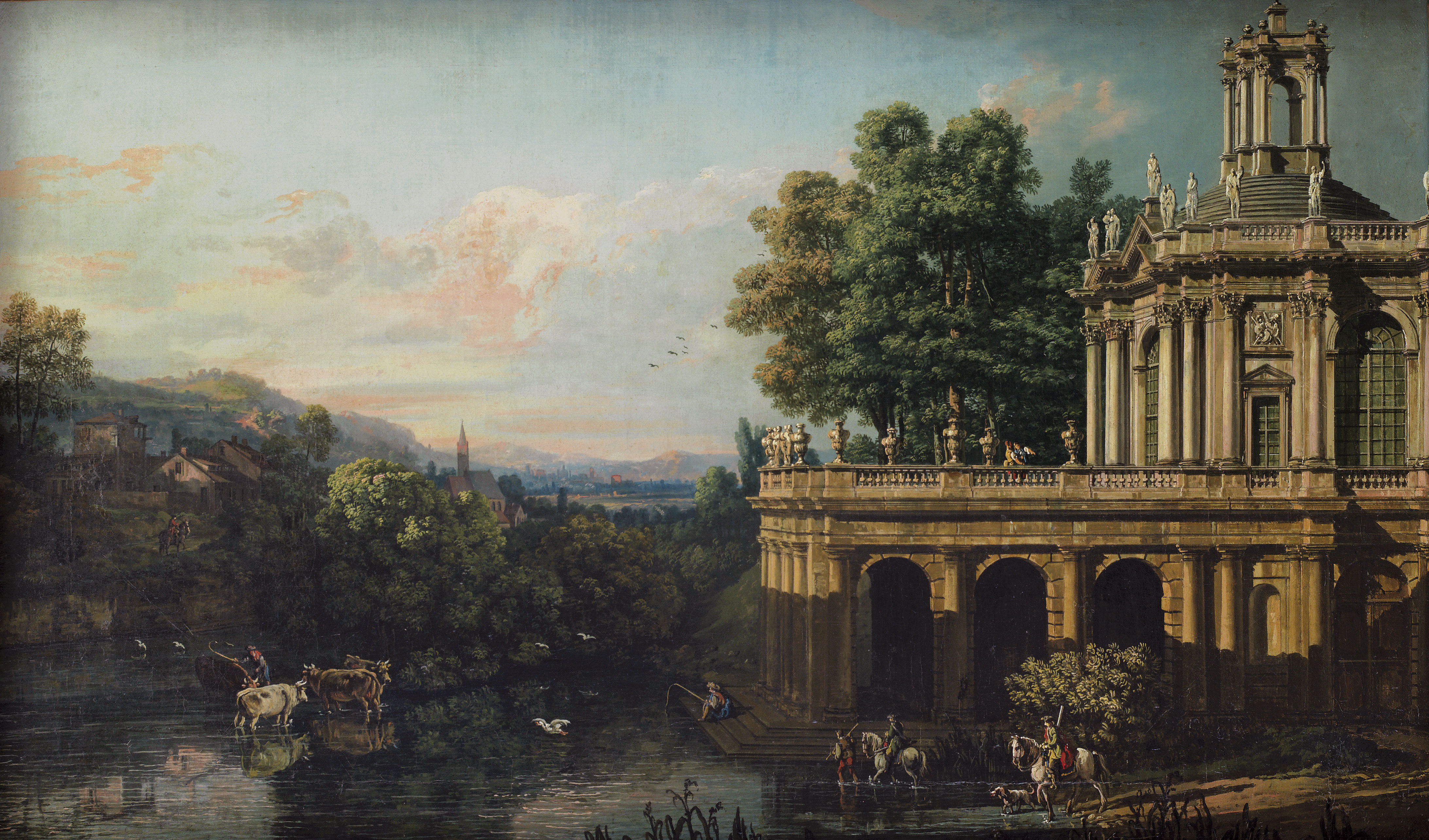
Capricho arquitectónico, Museo de Bellas Artes de Bilbao.
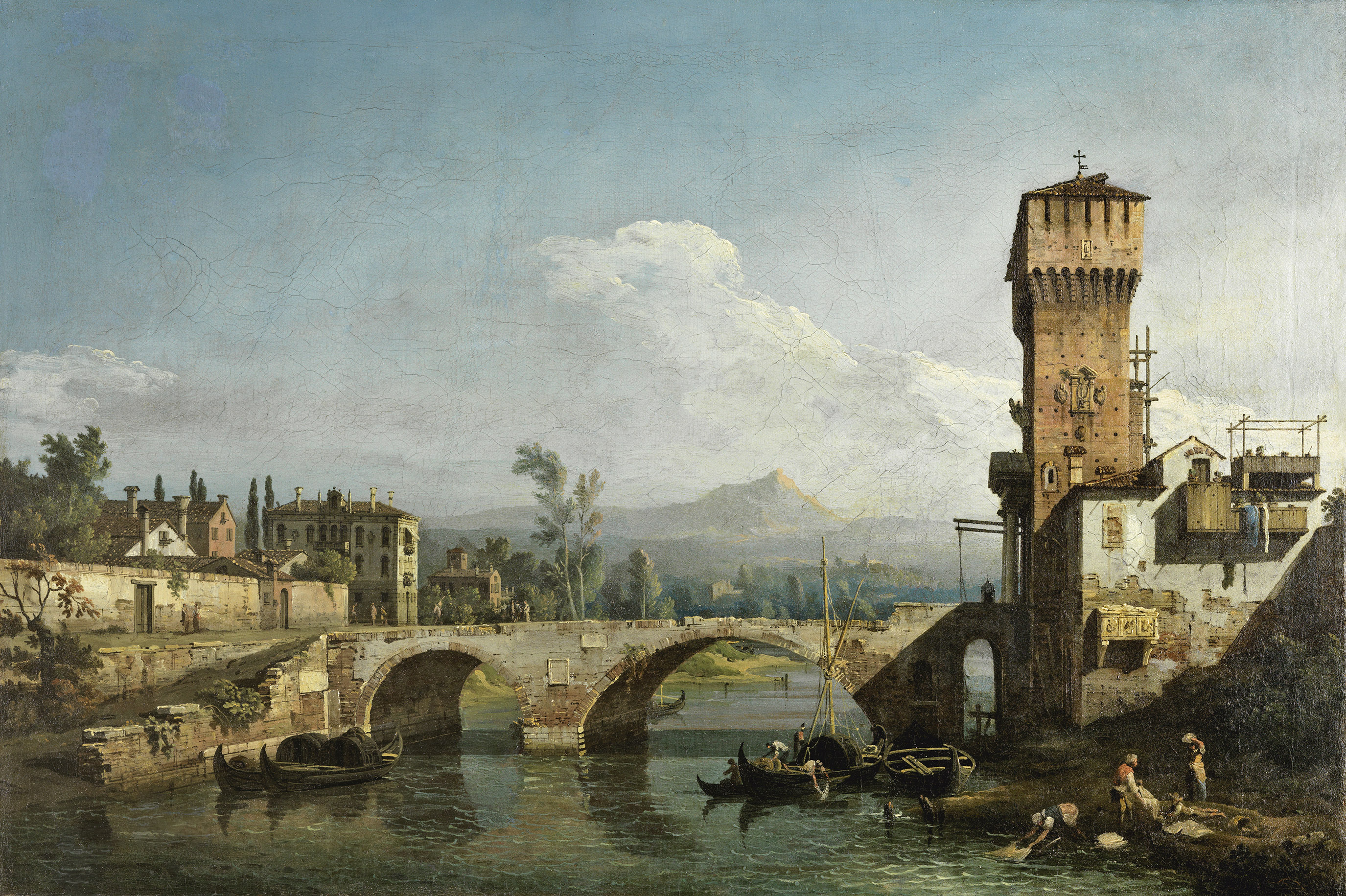
Capricho con río y puente, hacia 1745. Museo Thyssen-Bornemisza